# Melanargia peninsulae
Melanargia peninsulae är en fjärilsart som beskrevs av De Sagarra 1925. Melanargia peninsulae ingår i släktet Melanargia och familjen praktfjärilar. Inga underarter finns listade i Catalogue of Life.